# Anomalon hengduanense
Anomalon hengduanense là một loài tò vò trong họ Ichneumonidae.